# 六面體隕鐵
六面體隕鐵是鐵隕石結構分類的一種。它們的組成幾乎完全是鐵-鎳合金的錐紋石，而且鎳的含量比八面體隕鐵為低。六面體隕鐵中的鎳濃度始終低於5.8%，而低於5.3%則非常罕見。 
這個名稱来自錐紋石晶體的立方結構（即六面體）。 
在蝕刻之後，六面體隕鐵不會呈現魏德曼花紋，但是會有諾伊曼線：以不同角度彼此交叉的平行線，顯示出母體曾受到撞擊而產生的激波。這些線是因為約翰·諾伊曼在1848年發現而得名的。

## 化學分類
證跡元素（鍺、鎵、和銥）的濃度可以進一步的將鐵隕石分成不同的化學組成類型，並且可以對應至單一的小行星母體。六面體隕鐵的化學分類包括：
- IIAB隕石（也包含一些八面體隕鐵）。
- IIG隕石。